# Kristen Pfaff
Kristen Marie Pfaff (Buffalo, 26 maggio 1967 – Seattle, 16 giugno 1994) è stata una bassista statunitense, attiva nel gruppo statunitense grunge Hole.

## Biografia

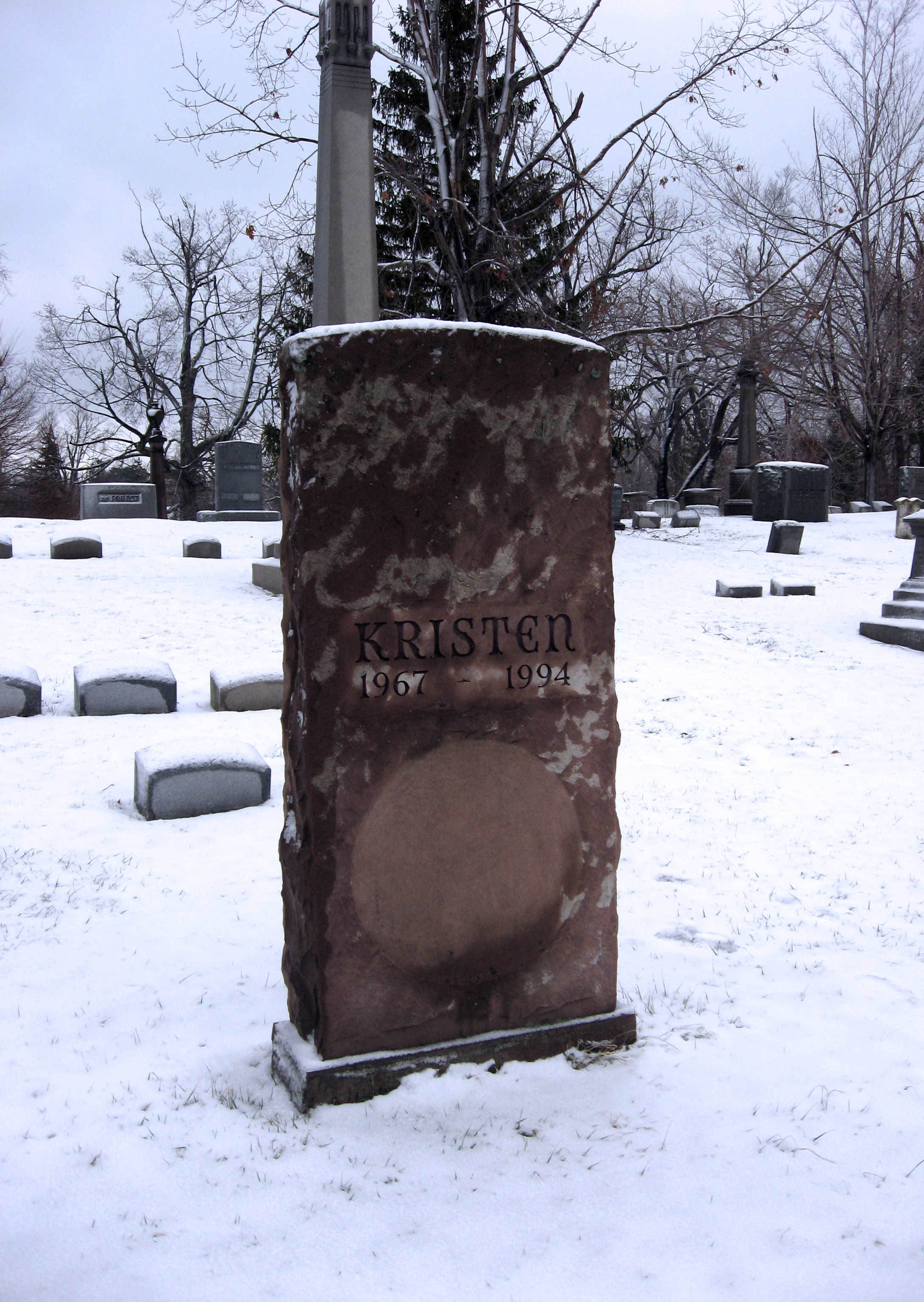
La tomba di Kristen Pfaff.

Pfaff nacque e crebbe a Buffalo, studiando poi alla Buffalo Academy of the Sacred Heart e all'Università del Minnesota. Mentre era nel Minnesota formò il gruppo Janitor Joe con cui pubblicò un solo album. Nel 1993 si unì alle Hole come nuova bassista.
Morì all'età di 27 anni (è quindi "membro" del cosiddetto Club 27), pochi mesi dopo la morte di Kurt Cobain, marito di Courtney Love (la frontwoman degli Hole); il suo corpo venne ritrovato, esanime, nella vasca da bagno. La causa della morte fu identificata in overdose di eroina, e la donna è stata sepolta a Buffalo nello Stato di New York al Forest Lawn Cemetery.

## Discografia
- Big Metal Birds (1993); con i Janitor Joe
- Live Through This (1994); con le Hole